# Hesperandra expectata
Hesperandra expectata är en skalbaggsart som först beskrevs av Auguste Lameere 1902.  Hesperandra expectata ingår i släktet Hesperandra och familjen långhorningar.
Artens utbredningsområde är:
- Paraguay.
- Uruguay.

Inga underarter finns listade i Catalogue of Life.